# جمال إدريس
جمال إدريس (بالإنجليزية: Jamal Idris)‏ هو لاعب دوري الرغبي أسترالي، ولد في 6 يوليو 1990 في Auburn, New South Wales ‏ في أستراليا.

## روابط خارجية
- جمال إدريس على موقع الاتحاد الدولي لألعاب القوى (الإنجليزية)
- جمال إدريس على موقع النتائج التاريخية لألعاب القوى الأسترالية (الإنجليزية)
- جمال إدريس على موقع ItsRugby.co.uk (الإنجليزية)